# Foreca

Logo der Foreca

Foreca ist ein finnisches Unternehmen für Wettervorhersagen, das erste finnische Privatunternehmen dieser Art, und gilt heute als das größte in den nordischen Ländern.

## Geschichte
In Finnland besaß das dem Ministerium für Verkehr und Kommunikation unterstellte Finnische Meteorologische Institut (FMI) ein Monopol für den Wetterdienst, bis 1996 Privatunternehmen die Möglichkeit eröffnet wurde, Wetterdaten von staatlichen Instituten zu erwerben und zu vermarkten.
Foreca, im Jahr 1996 unter dem Namen Weather Service Finland gegründet, war das erste finnische Privatunternehmen, das als Konkurrent zu den kommerziellen Angeboten des FMI auftrat und verwendete hierzu FMI-Daten, die es nicht vom FMI direkt, sondern vom Schwedischen Meteorologischen Institut (SMHI) erwarb. Als das FMI im Jahr 1999 zeitweise nur noch Satellitenbilder von absichtlich verminderter Qualität an das SMHI lieferte, um den eigenen hochwertigen Bildern einen Marktvorteil gegen die private Konkurrenz zu verschaffen, legte Foreca als Abnehmer des SMHI eine Beschwerde bei der finnischen Kartellbehörde (FCA) ein – mit dem Erfolg, dass die FCA im Jahr 2002 ein Bußgeld über das FMI wegen Missbrauchs einer marktbeherrschenden Stellung verhängte.
Foreca setzt sich – als Initiator der im November 1999 gegründeten Vereinigung AEDUE (Association of Environmental Data Users of Europe), seit September 2003 umbenannt in Association of Private Meteorological Services (PRIMET), der heute 36 Unternehmen aus 16 europäischen Ländern angehören  – auch verbandspolitisch für einen EU-weit unbeschränkten Zugang zu staatlichen Wetterdaten ein.
Weather Service Finland wurde im Jahr 2001 umfirmiert zu Foreca Oy (engl. Foreca Ltd) in Anlehnung an das englische Wort für Vorhersage, forecast. Der Hauptsitz des Unternehmens ist in Helsinki, daneben besteht seit 2001 die schwedische Niederlassung Foreca Sverige AB in Stockholm. Seit Anfang 2007 ist die Tochter Foreca Consulting Ltd für die Forschung und Produktentwicklung verantwortlich.
Foreca bietet globale Wetterdienste in insgesamt 25 Sprachen in traditionellen Medien (Zeitungen, Rundfunk, Fernsehen), im Internet und als drahtlose Datendienste auf Mobiltelefonen an. Zu den Großkunden und Kooperationspartnern gehören Microsoft, AOL, Nokia und Google.